# Тсатхоггуа

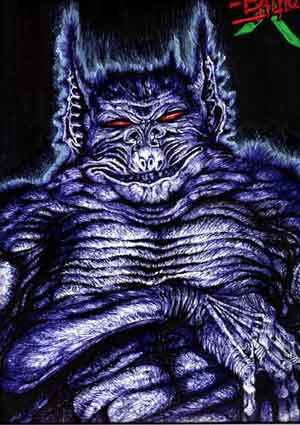
Тсатхоггуа, иллюстрация Руда Дирвена

Тсатхоггуа (англ. Tsathoggua), также существуют варианты перевода Цатоггуа, Зотаггуа — вымышленное божество в «Мифах Ктулху», которое создал американский писатель в жанре ужасов Кларк Эштон Смит, а позже часто упоминал его в своём «Гиперборейском цикле». Впервые был представлен в рассказе Смита «Повесть о Сатампре Зейросе» (англ. The Tale of Satampra Zeiros), написанном в 1929 году и опубликованном в журнале «Weird Tales» за ноябрь 1931 года.  Однако, его первое появление в печати происходит в повести «Шепчущий во тьме» (1930), американского писателя Говарда Филлипса Лавкрафта, что была опубликована в августе 1931 года в журнале «Weird Tales».

## Тсатхоггуа в творчестве Смита
У Смита Тсатхоггуа является бесформенным отродьем, имеет щупальца и описывается как богоподобное существо, его называют Спящий в Н'кай, он также известен под именем Зотаккуа. Тсатхоггуа часто находят спящим, он невероятно ленив и отказывается покидать свои покои, если ему не угрожает смертельная опасность. Если его потревожить, он съест этого человека либо другую жертву. Однако есть исключения: волшебник Эздагор послал гиперборейского лорда Ралибара Вооза в качестве жертвы в «Семь испытаний» Смита, но Тсатхоггуа отдал Ралибара на съедение другому обитателю горы Воормитадрет.
Тсатхоггуа впервые появляется в рассказе «Повесть о Сатампре Зейросе», в котором люди сталкиваются с одним из идолов Тсатхоггуа:

Он был очень приземистым и пузатым, его голова была больше похожа на чудовищную жабу, чем на божество, а всё его тело было покрыто имитацией короткой шерсти, что придавало ему какое-то смутное ощущение одновременно как летучей мыши, так и ленивца. Его сонные веки были наполовину опущены над шаровидными глазами; и кончик странного языка вылетел из его толстого ртаОригинальный текст (англ.)He was very squat and pot-bellied, his head was more like a monstrous toad than a deity, and his whole body was covered with an imitation of short fur, giving somehow a vague sensation of both the bat and the sloth. His sleepy lids were half-lowered over his globular eyes; the tip of a queer tongue issued from his fat mouth.

Позже, в рассказе Смита «Семь испытаний» (англ. The Seven Geases) (1933), Тсатхоггуа вновь описывается:

В той тайной пещере в недрах Вурмитадрета… пребывает с древнейших времён бог Тсатхоггуа. Вы узнаете Тсатхоггуа по его огромному обхвату, меху, похожему на шерсть летучей мыши, и взгляду сонной чёрной жабы, который он носит вечно. Он не издаст звука из обители своей, даже при сильном голоде, но будет ждать в божественной лености жертвоприношения.Оригинальный текст (англ.)In that secret cave in the bowels of Voormithadreth... abides from eldermost eons the god Tsathoggua. You shall know Tsathoggua by his great girth and his batlike furriness and the look of a sleepy black toad which he has eternally. He will rise not from his place, even in the ravening of hunger, but will wait in divine slothfulness for the sacrifice.

Смит вдохновлялся произведениями Лавкрафта и буквально соединил его творения со своими божествами. Но, кажется, божества Смита больше похожи на греческий пантеон, чем на космический божеств в «Мифах Ктулху».
Смит ссылается на Тсатхоггуа в рассказах: «Повесть о Сатампре Зейросе», «Черная книга», «Дверь на Сатурн», «Генеалогическое древо богов», «Семь гиаз».

### Родовое древо Тсатхоггуа
В письме Смита к Лавкрафту им была впервые описана схема родового древа божеств. Смит приписал богам семейные отношения — например, сделал Жиулкоигмнжаха (англ. Hziulquoigmnzhah), божество на Сатурне, «дядей» Тсатхоггуа — и вписал это генеалогическое древо к его вымышленным «Пергаментам Пнома», что описывают «генеалогию и пророчества Гипербореи». Тсатхоггуа является потомком божеств Наг и Йеб, которые породили Ктулху. В «Пергаментах Пнома» сказано, что Тсатхоггуа — порождение Гисгута (англ. Ghisguth) и Зистулжемгни (англ. Zystulzhemgni), а также супруг Шатака (англ. Shathak) и родитель Звильпоггуа (англ. Zvilpogghua). Ксаксалутх (англ. Cxaxukluth) является дедушкой Тсатхоггуа.

### Культ
У Тсатхоггуа находятся последователи среди других рас: существовал культ в Атлантиде и цивилизация Йота, известная как «дети Йига».
- Бесформенные отродья

Бесформенные отродья (англ. Formless spawn) — приспешниками Тсатхоггуа, полиморфные существа, состоящие из чёрной сукровицы. Они чрезвычайно прочные и от них очень трудно отбиться. Бесформенное отродье может принимать любую форму и может атаковать свои цели немыслимыми способами. Они удивительно гибкие и похожие на пластик, и могут быстро проникнуть в комнату через мельчайшие щели. Они атакуют, кусая цели или раздавливая своей хваткой. Они могут растворять плоть при прикосновении. Они часто пребывают в бассейнах храмов Тсатхоггуа и защищают святилище от осквернения неверующими. Смит описывает в рассказе «Повесть о Сатампре Зейросе»:

Бассейн был наполнен каким-то вязким и полужидким веществом, совершенно непрозрачным и копчёного цвета... Центр вздымался, будто, от действия каких-то сильных дрожжей, и там постепенно поднималась неотесанная аморфная голова с тусклыми и выпученными глазами, на всё удлиняющейся шее... Потом две руки - если их можно было назвать руками - тоже поднимались дюйм за дюймом, и мы видели, что это не существо, погружённое в жидкость, а что сама жидкость произвела это отвратительную шею и голову, и теперь оно формировало руки, которые тянулись к нам с щупальцеподобными придатками вместо когтей или ладоней! Затем вся масса тёмной жидкости начала подниматься и разлилась по краю чаши, как поток чёрной ртути, а достигнув пола, оно приняло волнистую змеиную форму, у которой сразу же появилось более дюжины коротких ног.Оригинальный текст (англ.)The basin ... was filled with a sort of viscous and semi-liquescent substance, quite opaque and of a sooty color.... [T]he center swelled as if with the action of some powerful yeast [and] an uncouth amorphous head with dull and bulging eyes arose gradually on an ever-lengthening neck ... Then two arms—if one could call them arms—likewise arose inch by inch, and we saw that the thing was not ... a creature immersed in the liquid, but that the liquid itself had put forth this hideous neck and head, and [it was now forming arms] that groped toward us with tentacle-like appendages in lieu of claws or hands! ... Then the whole mass of the dark fluid began to rise [and] poured over the rim of the basin like a torrent of black quicksilver, taking as it reached the floor an undulant ophidian form which immediately developed more than a dozen short legs.

В повести «Курган» Лавкрафт пишет, что научная экспедиция в Подземном мире К'нян наткнулась на храмы Тсатхоггуа, где Бесформенные отродья уничтожили многих учёных. После этого Культ Тсатхоггуа запретили.
В повести «Хребты Безумия» Лавкрафт утверждает, что «мистики указывают на доплейстоценовое происхождение "Пнакотических манускриптов" и считают, что приверженцы Тсатхоггуа были столь же чужды человеку, как и он сам».
- Вурмис

Вурмис (англ. Voormis) — раса пещерных гуманоидов, поклоняющихся Тсатхоггуа. Лин Картер после смерти Кларка Эштона Смита описывает их в рассказах «Свиток Морлока» (англ. The Scroll of Morloc) (1976) и «Затерянные миры» (англ. Lost Worlds) (1980). Вурмис описываются как трёхпалые гуманоиды тёмно-коричневого цвета, покрытые мехом, они общаются собачим лаем и поклоняются Тсатхоггуа, а также сражаются с Гнопх-кехами (из рассказа «Полярная звезда» Лавкрафта). Вурмис считали себя избранными приспешниками Тсатхоггуа и его прямыми потомками. Вурмис обитали в Гиперборее (из творчества Смита), в будущем известной как Мху Тулан: в частности, в пещерных системах под четырёхконусным потухшим вулканом, названным в их честь — горой Воормитадрет, самой высокой вершиной Эйглофианских гор. Их предки изначально были рабами змеелюдей (из творчества Роберта Говарда), сбежавших после того, как континент последних погрузился в море. Они шаманисты и, по-видимому, начали жить под землёй, пытаясь подражать своему божеству, Тсатхоггуа. Вурмис создали процветающую культуру в Гиперборее до прихода людей, но их цивилизация в конце концов пришла в упадок. Из-за постоянной войны со своими заклятыми врагами, Гнопх-кехами, их число уменьшалось, пока их остатки не отступили на самые высокие склоны Эйглофианских гор. Более поздние поселенцы-люди охотились на них ради развлечения.

## Тсатхоггуа в творчестве Лавкрафта

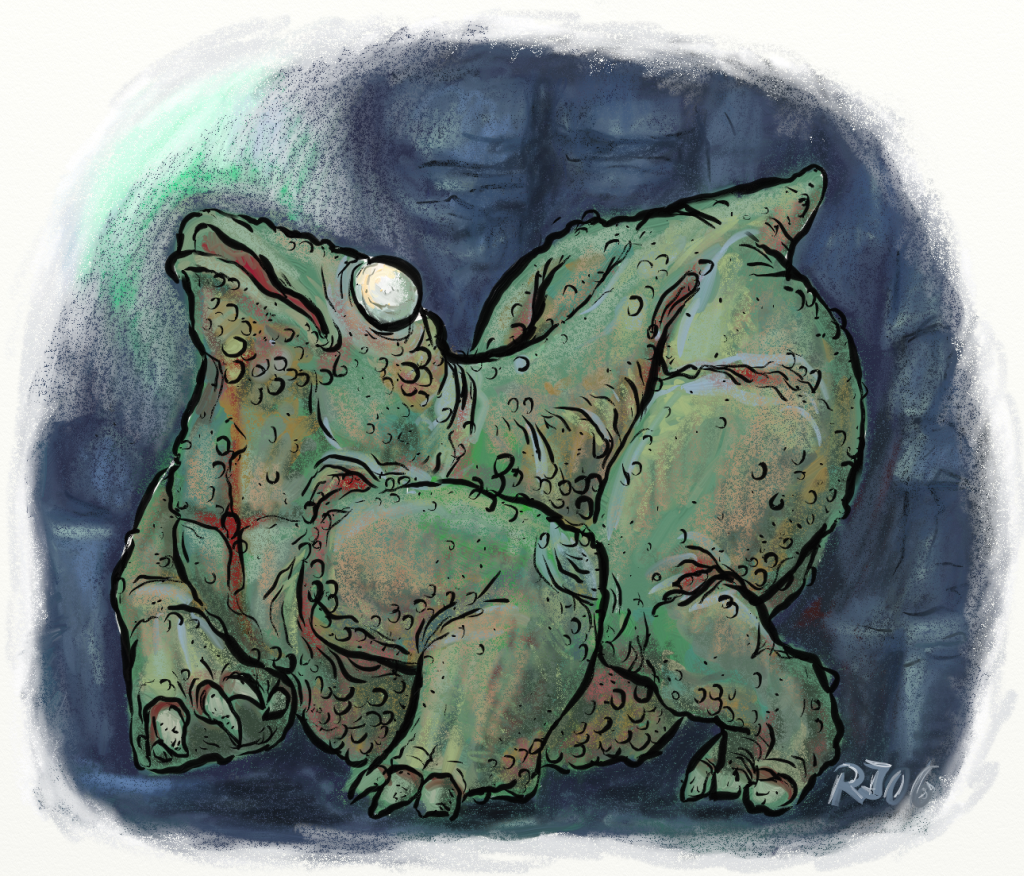
Рисунок Роланда Джерина

Роберт Прайс отмечает, что Лавкрафт позаимствовал  у Смита и связал с сюжетом своих произведений, но «Тсатхоггуа Лавкрафта и Смита различаются практически в каждом случае». Лавкрафт отбрасывает сравнение летучей мыши и ленивца Смита, и описывает в повести «Шепчущий во тьме» «аморфного, похожего на жабу, Древнего бога, упомянутого в «Пнакотических рукописях», «Некрономиконе» и тексте Комориома, который составил жрец атлантов — «Кларкаш-Тон» (имя является анаграммой на Кларк Эштон Смит).
У Лавкрафта Тсатхоггуа внешне напоминает огромную чёрную жабу, которая сидит на троне в темноте глубочайших подземных пещер и окружена свитой аморфных существ. Лавкрафт описывает божеств, восседающих на троне в рассказах «Карающий Рок над Сарнатом», «Селефаис», «Ужас в Ред Хуке» и повести «Сомнамбулический поиск неведомого Кадата». Название «Черная жаба» отсылает к черной магии. По другим источникам, Тсатхоггуа не правит в бездне, а скован и ждёт своего часа, чтобы выбраться оттуда. Лавкрафт основывался на широко распространенных в мифологии Европы легенды о колдунах, которые вызывают на ритуалах чудовищ «Иных миров». Тсатхоггуа  обитает глубоко под землей в Н'кай, но когда-то жил внутри горы Воормитадрет в Гиберборее (из творчества Смита), но покинул ее после того, как континент покрылся льдом.
Лавкрафт впервые описывает Тсатхоггуа в повести «Шепчущий во тьме» (1930):
Именно из Н'кая явился ужасающий Тсатхоггуа — это бесформенное, жабоподобное божье создание, упоминающееся в "Некрономиконе" и цикле легенд "Комморион", сохранённым для нас первосвященником Атлантиды по имени Кларкаш-Тон.Г. Ф. Лавкрафт. «Шепчущий во тьме».
В повести «Курган» (1930) Лавкрафт ставит Тсатхоггуа в один ряд с космическими божествами. Жители поземного мира К'нан говорят, что Тсатхоггуа пришёл из бездны, где нет света, а также им известно, что ему поклонялись в Гиперборее. Культ Тсатхоггуа в одно время был распространён в К’нан и в честь него назвали город Тсат. В древности в Н'кай обитала раса жаб, которые, вероятно, выглядели как Тсатхоггуа. Однако, позже Н'кай заполонили ужасные аморфные черные существа, а все тоннели, ведущие туда, замуровали и культ запретили.
В повести «Хребты безумия» (1931) также упоминается Тсатхоггуа, среди прочих названий:
Первобытные мифы описывают демоническое плато Ленг, Ми-Го, снежного человека Гималаев, «Пнакотические рукописи», с их до-человеческими последствиями, культом Ктулху, «Некрономиконом» и гиперборейскими легендами о бесформенном Тсатхоггуа, и еще более аморфных звёздных отродий, связанных с этой полусущностью.Г. Ф. Лавкрафт. «Хребты безумия».

Позже, Лавкрафт опишет чудовищного Тсатхоггуа в рассказе «Ужас в музее» (1932):
Чёрный Тсатхоггуа превратился из жабоподобной гаргульи в извилистую черту с сотнями рудиментарных ног.Г. Ф. Лавкрафт. «Ужас в музее».
В рассказе «Врата серебряного ключа» (1933) говорится, что в Гиперборее говорили в доисторические времена на языке тсат-йо (англ. Tsat-yo).

## Тсатхоггуа в произведениях других авторов
- В романе «Паразиты разума» (1967) Колина Уилсона Паразиты разума называются тсатогуанами. Роман основан на «Мифах Ктулху».
- В романе «Конан-буканьер» (1971), книге 6 серии «Конан», идол Тсатхоггуа, который ожил и напал на Конана. Книга написана Спрэг де Кампом и Лин Картером, основанным на персонаже Конана Роберта Говарда.
- В романе «Золотое яблоко» (1975), второй книге «Иллюминатус!» Роберта Ши и Роберта Антона Уилсона Тсатхоггуа появляется в эпизодической роли, где его также называли Святой Жабой.
- В рассказе «Свиток Морлока» (1976)  Лин Картера описана раса существ Вурмис, которые общаются собачим лаем и поклоняются Тсатхоггуа,
- В рассказе «Древний» (2002) Джона Гласби говорится, что Тсатхоггуа живет в разрушенном подводном городе Ют недалеко от Багамских островов, хотя это явно противоречит исходному материалу.
- В рассказе «Тсатхоггуа» (2008) Майкла Ши появляется Тсатхоггуа. Впервые опубликован в журнале «Вскрытие и другие рассказы».
- В романе «Серой магии: Эпизод Эйбона» Гари Майерса (2013) Тсатхоггуа играет ключевую роль. Роман основанна персонаже Эйбона и гиперборейском цикле Кларка Эштона Смита.
- «Ужас Жабьего озера» Джеймс Амбюэль
- «Смерть — это слон» Роберт Блох
- «Цатоггуа» Фантина
- «Старый» Глэсби
- «Оракул Садока» Хильгер
- «Круглая башня» Прайс
- «О, Зловещая Теофания» Пагмайр
- «Некрономикон» Тайсон
- «Воскресение Кзадула-Ра» Вестер

### «Цикл Тсатхоггуа»
В 2005 году Chaosium опубликовал антологию «Мифы Ктулху» под редакцией Роберта Прайса под названием «Цикл Тсатхоггуа», в которую вошли оригинальные рассказы Кларка Эштона Смита с участием Тсатхоггуа, а также рассказы других авторов, в которых это существо играет главную роль. В сборник рассказов вошли:
- «Из пергамента Пнома» Кларка Эштона Смита
- «Семь испытаний» Кларка Эштона Смита
- «Завещание Атаммая» Кларка Эштона Смита
- «Повесть о Сатампе Зейросе» Кларка Эштона Смита
- «Кража тридцати девяти поясов» Кларка Эштона Смита
- «Тень спящего бога» Джеймса Амбуэля
- «Проклятие жабы» Лоэя Холла и Терри Дейла
- «Темное болото» Джеймса Андерсона
- «Древний» Джона Гласби
- «Оракул Садокуа» Рона Хилгера Шоу ужасов Гэри Майерса
- «Сказка о жабьей петле» Стэнли С. Сарджента
- «Ползущее королевство» Рода Хизер
- «Воскресение Кзадул-Ра» Генри Дж. Вестера III

## Примечание
1. ↑  Joshi, S.T.; Schultz, David E. (2004). An H.P. Lovecraft Encyclopedia. Hippocampus Press. p. 247. ISBN 978-0974878911.
2. ↑  Robert M. Price, "About 'The Tale of Satampra Zeiros'", The Tsathoggua Cycle, p. 56.
3. ↑  Clark Ashton Smith, "The Tale of Satampra Zeiros", The Tsathoggua Cycle, p. 65.
4. ↑  Robert M. Price, recognizing that Smith's gods dwell beneath Mount Voormithadreth, remarked that is fitting that Smith's "Hyperborean Olymp[ians] should be under a mountain rather than atop one!" (Price, "About 'The Seven Geases'", The Tsathoggua Cycle, p. 8).
5. ↑  Clark Ashton Smith, «From the Parchments of Pnom», The Tsathoggua Cycle, pp. 2-7. Originally published as «The Family Tree of the Gods» in The Acolyte (Summer 1934). URL accessed on April 29, 2006.
6. ↑  "Lin Carter and Clark Ashton Smith By Stephen J. Servello © Nov. 2007 Archived 2011-07-06 at the Wayback Machine"
7. 1 2  Lin Carter 1976
8. ↑  "A Hyperborean Glossary by Laurence J. Cornford"
9. ↑  "Cthulhu Mythos Timeline by James "JEB" Bowman Archived 2010-10-18 at the Wayback Machine"